# Le Nouvel Antisémitisme en France
Le Nouvel Antisémitisme en France est un ouvrage collectif qui analyse le silence médiatique qui a entouré l'assassinat de Sarah Halimi en avril 2017, sa motivation islamiste et ses répercussions.

## Contexte
L'ouvrage a été précédé par la publication dans le Parisien du Manifeste contre le nouvel antisémitisme, signé par 300 personnalités du monde intellectuel, politique et religieux, dénonçant une « épuration ethnique à bas bruit » des Juifs de certains quartiers en France, et d'une pétition qui a récolté près de 35 000 signatures.

## Contenu
L'ouvrage rassemble des textes alertant sur la menace posée sur la communauté juive française par un nouvel antisémitisme généré et propagé par l’islam radical. Les auteurs estiment que l'assassinat de Sarah Halimi a été occulté par les médias et n'a été reconnu et qualifié comme crime antisémite, qu’après un « long combat judiciaire ». Ils soulignent que « de ne pas avoir voulu désigner son origine tient du déni de la haine anti juive largement présente parmi les jeunes français de culture arabe ou musulmane » qui a conduit depuis 2006, aux meurtres de douze Juifs français parce que juifs. Selon eux, la « gêne à nommer l’antisémitisme islamique favorise des passages à l’acte » comme l'assassinat de Mireille Knoll en mars 2018.

## Contributeurs
Voici différentes contributrices, différents contributeurs, de cet ouvrage : Élisabeth de Fontenay, Georges Bensoussan, Pascal Bruckner, Luc Ferry, Noémie Halioua, Barbara Lefebvre, Eric Marty, Lina Murr Nehmé, Boualem Sansal, Daniel Sibony, Jacques Tarnero, Monette Vacquin, Philippe Val, Caroline Valentin, Jean-Pierre Winter, Michel Gad Wolkowicz.

## Critiques
Dans un long article analysant l'ouvrage, Nicolas Lebourg estime que le concept de nouvel antisémitisme en France relève d'une approche complotiste et d'un déni de réalité. Selon lui, le projet de faire de l’antisémitisme français contemporain un produit « islamo-gauchiste » et de le réduire aux populations d’origine arabo-musulmane ne correspond pas à la réalité des faits. Analysant les affirmations selon lesquelles par exemple seule Marine Le Pen a le courage de dénoncer le nouvel antisémitisme, que le gouvernement participe « au plan de conquête de la planète par la soumission de ses habitants à l’islam », ou encore qu'il y a une « omerta » sur le sujet dans médias, le chercheur dénonce ce qu'il juge être des amalgames, des confusions, des déformations des faits ainsi qu'un « rapport biaisé à l'histoire ». Il avance que pour les auteurs du livre, tous engagés très activement dans la lutte contre l'antisémitisme, « c'est l’esthétique de la force de conviction qui est censée faire raisonnement et non l’agencement rationnel des faits ».